# Bonnievale
Bonnievale è una cittadina sudafricana situata nella municipalità distrettuale di Cape Winelands nella provincia del Capo Occidentale.

## Geografia fisica
La cittadina sorge nella valle del fiume Breede a circa 64 chilometri a sud-est della città di Worcester.

## Storia
Il piccolo centro venne fondato nel 1922 e prende il nome della stazione ferroviaria adiacente chiamata "Vale" sin dalla sua apertura nel 1902 e poi "Bonnievale" dal 1917. La cittadina acquisì lo status municipale nell'aprile 1953.